# Indocalamus
Indocalamus is een geslacht uit de grassenfamilie (Poaceae). De soorten van dit geslacht komen voor in tropisch Azië.

## Soorten
Van het geslacht zijn onder meer de volgende soorten bekend: 
- Indocalamus latifolius
- Indocalamus sinicus
- Indocalamus tesselatus